# Tromboflebite
A tromboflebite, também chamada flebotrombose ou simplesmente flebite consiste na oclusão de um segmento ou da totalidade de uma veia decorrente da formação de um coágulo (trombo). O termo flebotrombose começou a ser usado e está a ser muito frequente em Portugal porque o sufixo ite pode levar à confusão com um processo infeccioso ou inflamatório, por vezes com consequências na estratégia do seu tratamento, como a prescrição da associação de antibióticos e antinflamatórios e não de anticoagulantes. Tromboflebite seria a formação de trombos secundária a um processo inflamatório adjacente, tal como otites e erisipelas. Já flebotrombose, seria secundária a um processo vascular, tal qual estase, aumento da coagulação e outras doenças vasculares

## Classificação
- Tromboflebite superficial no caso de se tratar de uma veia superficial,
- Tromboflebite profunda ou trombose venosa profunda (TVP)  se a/as veias atingidas são veias profundas.

## Causas
Esta situação pode surgir quando o paciente é obrigado a ficar imóvel durante muito tempo como no caso de doentes acamados, após uma cirurgia, ou posteriormente a uma lesão de uma veia (como após uma injeção ou administração de soro intravenoso) e é particularmente frequente nos toxicodependentes que se injectam. 
A tromboflebite pode desenvolver-se como complicação de varizes dos membros inferiores e em doenças dos vasos sanguíneos como a doença de Buerger.
Em casos raros, a tromboflebite ocorre de formas repetidas e em locais diferentes, sendo conhecida como tromboflebite migratória como acontece na doença de Buerger e nos casos de cancro, o chamado sinal de Trousseau de malignidade, que pode ser a primeira manifestação de um cancro, principalmente do pulmão e pâncreas, que são associados com estados de hipercoagulabilidade.

## Quadro clínico
- Tromboflebite superficial: existe uma tumefacção e vermelhidão marcadas ao longo do segmento de veia atingido, que é extremamante doloroso à palpação. A presença de coágulos na veia superficial é a responsável pelos sinais inflamatórios. As complicações podem ser graves se a tromboflebite superficial progredir para o sistema venoso profundo através das veias perfurantes ou das crossas das safenas.
- Tromboflebite profunda: existe aumento de volume do membro afectado (edema), com dor, secundária à dificuldade ou impossibilidade de drenagem venosa, aumento da pressão venosa e passagem de água para o tecido intersticial. Esta situação é grave pois pode complicar-se de embolia pulmonar que por vezes é mortal.

## Estudo do doente
Em presença de um paciente com sinais e sintomas sugestivos de tromboflebite deve ser efectuado em urgência um ecodoppler venoso dos membros inferiores.

## Tratamento
- Trombobose venosa profunda:

O tratamento deve ser feito rapidamente com anticoagulantes no caso de uma TVP. Este tratamento anticoagulante deve ser iniciado antes do resultado do exame ecodoppler se este não estiver disponível no hospital ou consultório médico a que o paciente recorreu. Isto porque não é prejudicial o tratamento anticoagulante durante 2 ou 3 dias num paciente que não necessita quando comparado com a perda de 2 ou 3 dias de tratamento num paciente com uma TVP. três dias são suficientes para que o coágulo fique reorganizado, aderente à parede e impossível de reabsorção.
- Tromboflebite superficial:

A situação deve ser avaliada por ecodoppler. Como indicado acima, no caso de um quadro clínico grave os anticoagulantes devem ser prescritos antes do resultado do exame ecodoppler. No caso de o coágulo atingir a crossa da safena interna com a cabeça do coágulo flutuante dentro da veia femoral comum, uma cirurgia de urgência deve ser feita consistindo na laqueação desta crossa para evitar uma embolia pulmonar. Dependendo da extensão da tromboflebite superficial podem ser utilizados anticoagulantes ou não. Um antiagregante plaquetar associado ao tratamento local com gelo e cremes que favorecem a trombólise pode ser suficiente.
O membro inferior atingido pela tromboflebite deve ser elevado para facilitar a drenagem venosa e o uso de uma contenção elástica é muito aconselhável.
Os anti-inflamatórios não esteróides têm pouco efeito nesta situação pois não se trata de um verdadeiro processo inflamatório mas sim de uma reacção inflamatória à presença de coágulos dentro da veia que se resolve rapidamente após a reabsorção dos trombos. Obviamente a administração de antibióticos não tem qualquer efeito.